# جولي إرتز
جولي بيث إرتز (بالإنجليزية: Julie Beth Ertz)‏ (مواليد 6 أبريل 1992 -) لاعبة كرة قدم أمريكية لفريق شيكاغو رد ستارز من الدوري الوطني لكرة القدم للسيدات (NWSL)، وهو أعلى فرق كرة القدم النسائية المحترفة في الولايات المتحدة، ومنتخب الولايات المتحدة لكرة القدم للسيدات. ظهرت لأول مرة للمنتخب الوطني للولايات المتحدة خلال مباراة ودية دولية ضد منتخب اسكتلندا في 9 فبراير 2013. ومنذ ذلك الحين شاركت في أكثر من 100 مباراة مع الفريق. ساعدت إرتز الولايات المتحدة على الفوز بلقبيها في كأس العالم للسيدات 2015 و2019 . في سن 23، وكانت ثاني أصغر عضو في فريق 2015 بعد مورغان براين البالغة من العمر 22 عامًا. كما ساعدت منتخب بلادها على تحقيق الفوز في بطولة كأس العالم في فرنسا عام 2019. لعبت كمدافعة حتى عام 2017، وبعدها أصبحت لاعبة خط وسط. وسجلت هدفًا ضد تشيلي واختيرت كأفضل لاعبة كرة قدم في الولايات المتحدة لعام 2017، للمرة الثانية.

## روابط خارجية
- جولي إرتز على موقع الاتحاد الدولي (مؤرشف)  (الإنجليزية)
- جولي إرتز على موقع الاتحاد الأوربي (الإنجليزية)
- جولي إرتز على موقع قاعدة بيانات كرة القدم.إي يو (الإنجليزية)
- جولي إرتز على موقع Soccerway.com (الإنجليزية)
- جولي إرتز على موقع عالم كرة القدم.نت (الإنجليزية)
- جولي إرتز على موقع اللجنة الأولمبية الدولية (الإنجليزية)
- جولي إرتز على موقع أوليمبيديا (الإنجليزية)
- جولي إرتز على موقع اللجنة الأولمبية والبارالمبية الأمريكية (الإنجليزية)